# Classica di Amburgo 2013
La Classica di Amburgo 2013 (ufficialmente Vattenfall Cyclassics per motivi di sponsorizzazione), diciottesima edizione della corsa, valevole come ventiduesima prova dell'UCI World Tour 2013, si svolse il 25 agosto 2013 per un percorso di 246 km. Fu vinta dal tedesco John Degenkolb, al traguardo con il tempo di 5h 45' 15" alla media di 42,75 km/h.
Al traguardo 149 ciclisti portarono a termine il percorso.

## Squadre partecipanti
| N.      | Cod. | Squadra                 |
| ------- | ---- | ----------------------- |
| 1-8     | FDJ  | FDJ.fr                  |
| 11-18   | LTB  | Lotto-Belisol Team      |
| 21-28   | RLT  | RadioShack-Leopard      |
| 31-38   | SKY  | Sky Procycling          |
| 41-48   | MOV  | Movistar Team           |
| 51-58   | KAT  | Katusha Team            |
| 61-68   | AST  | Astana Pro Team         |
| 71-78   | TST  | Team Saxo-Tinkoff       |
| 81-88   | OPQ  | Omega Pharma-Quickstep  |
| 91-98   | GRS  | Garmin-Sharp            |
| 101-108 | BEL  | Belkin Pro Cycling Team |

| N.      | Cod. | Squadra                |
| ------- | ---- | ---------------------- |
| 111-118 | BMC  | BMC Racing Team        |
| 121-128 | CAN  | Cannondale Pro Cycling |
| 131-138 | ALM  | AG2R La Mondiale       |
| 141-148 | LAM  | Lampre-Merida          |
| 151-158 | OGE  | Orica-GreenEDGE        |
| 161-168 | EUS  | Euskaltel-Euskadi      |
| 171-178 | ARG  | Team Argos-Shimano     |
| 181-188 | VCD  | Vacansoleil-DCM        |
| 191-198 | TNE  | Team NetApp-Endura     |
| 201-208 | MTN  | MTN-Qhubeka            |

## Ordine d'arrivo (Top 10)
| Pos. | Corridore          | Squadra       | Tempo    |
| ---- | ------------------ | ------------- | -------- |
| 1    | John Degenkolb     | Argos-Shimano | 5h45'15" |
| 2    | André Greipel      | Lotto-Belisol | s.t.     |
| 3    | Alexander Kristoff | Katusha Team  | a 1"     |
| 4    | José Joaquín Rojas | Movistar Team | s.t.     |
| 5    | Elia Viviani       | Cannondale    | s.t.     |
| 6    | Boy van Poppel     | Vacansoleil   | s.t.     |
| 7    | Nikolas Maes       | Omega Pharma  | s.t.     |
| 8    | Thor Hushovd       | BMC Racing    | s.t.     |
| 9    | Matti Breschel     | Saxo-Tinkoff  | s.t.     |
| 10   | Arnaud Démare      | FDJ.fr        | s.t.     |